# Hilariona
Hilariona – imię żeńskie pochodzenia greckiego. Wywodzi się od greckiego ‘ιλαρος (hilaros) oznaczającego "pogodny", "radosny". Wśród patronów - św. męczennik Hilarion (II wiek).
Hilariona imieniny obchodzi 12 lutego i 12 lipca.
Męski odpowiednik: Hilarion